# Coupe Paul Dejean 2013-2014
 (mars 2025).
Navigation
Coupe Paul Dejean
2012 - 2013 Coupe Paul Dejean
2014 - 2015
La coupe Paul Dejean est une compétition française de rugby à XIII disputée entre les clubs de la troisième division nationale du rugby à XIII, la Division Nationale 1.
Cette compétition est organisée par la Fédération française de rugby à XIII.
Pour cette édition 2013 - 2014, la FFR XIII a laissé le choix au club de la division à s'engager ou non dans cette coupe, c'est donc 12 clubs qui prendront par à la compétition.
Les rencontres ont lieu chez l'équipe tirée en premier lors des différents tirages au sort pour le tour de cadrage et les 1/4 de finale. Les 1/2 finales qui ont lieu sur la pelouse du stade Louis Ulrich de Salses-le-Château et la finale qui a lieu sur la pelouse du stade de Clairfont de  Toulouges sont eux défini par la FFR XIII.

## Déroulement de la compétition

### Tour de cadrage
Ce tour de cadrage permet de passer de 12 à 8 équipes qualifiées afin de pouvoir passer au 1/4 de finale. Les équipes directement qualifiés pour le tour suivant sont l'US Trentels XIII, l'US Entraigues XIII, Villegailhenc Aragon XIII et Ramonville XIII.
| Club                              | Score   | Club            | Date                     |
| --------------------------------- | ------- | --------------- | ------------------------ |
| Salses XIII                       | 24 - 18 | Le Soler XIII   | Dimanche 23 février 2014 |
| Baroudeurs de Pia XIII            | 28 - 26 | La Réole XIII   | Dimanche 23 février 2014 |
| Saint Laurent de la Salanque XIII | 30 - 14 | RC Salon XIII   | Dimanche 23 février 2014 |
| US Ferrals XIII                   | 62 - 24 | AS Clairac XIII | Dimanche 23 février 2014 |

### 1/4 de finale
| Club                              | Score   | Club                   | Date                  |
| --------------------------------- | ------- | ---------------------- | --------------------- |
| US Entraigues XIII                | 72 - 8  | US Trentels XIII       | Dimanche 23 mars 2014 |
| Saint Laurent de la Salanque XIII | 23 - 17 | Salses XIII            | Dimanche 23 mars 2014 |
| Villegailhenc Aragon XIII         | 38 - 0  | Baroudeurs de Pia XIII | Dimanche 23 mars 2014 |
| Ramonville XIII                   | 10 - 32 | US Ferrals XIII        | Dimanche 23 mars 2014 |

### 1/2 finales
| Club                      | Score   | Club                              | Lieu                                  | Date, heure                 |
| ------------------------- | ------- | --------------------------------- | ------------------------------------- | --------------------------- |
| Villegailhenc Aragon XIII | 28 - 8  | US Ferrals XIII                   | Stade Louis Ulrich, Salses-le-Château | Dimanche 4 mai 2014 - 14h00 |
| US Entraigues XIII        | 14 - 36 | Saint Laurent de la Salanque XIII | Stade Louis Ulrich, Salses-le-Château | Dimanche 4 mai 2014 - 16h00 |

### Finale
| Club                      | Score   | Club                              | Lieu                          | Date, heure                  | Arbitre             |
| ------------------------- | ------- | --------------------------------- | ----------------------------- | ---------------------------- | ------------------- |
| Villegailhenc Aragon XIII | 34 - 16 | Saint Laurent de la Salanque XIII | Stade de Clairfont, Toulouges | Dimanche 18 mai 2014 - 16h00 | M. Molinier Laurent |